# Joachimstaler
Joachimstaler (Schreibweise bis 1901 Joachimsthaler: „der aus Joachimsthal Stammende“) ist die Bezeichnung für einen frühneuzeitlichen Guldengroschen, der von 1519 bis 1528 geprägt wurde. Er ist benannt nach dem Prägeort Sankt Joachimsthal in West-Böhmen. 
Die überregionale Bedeutung des Joachimstalers, im Deutschen zu Taler verkürzt, zeigt sich an der Übernahme des Wortes in andere Sprachen. Dabei wurde jeweils nur die eine Hälfte des Wortes übernommen. Aus dem zweiten Bestandteil des Wortes leiten sich ab tschechisch tolar, polnisch talar, italienisch tallero, niederländisch daalder und englisch dollar. Aus dem ersten Wortbestandteil Joachim leiten sich ab italienisch Joachimico, französisch Jocondales, polnisch Joachimik, russisch Jefimok.

## Gestalt

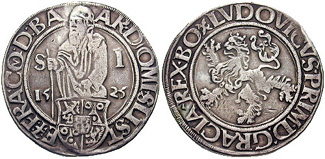
Joachimstaler, 1525
A S(anctus) I(oachim)
AR(ma) : DOM(inorum) : SLI(ckorum) : STE(phani) : E(t) : 7 : FRA(trum) : COM(itum) : D(e) : BA(ssano)
R Doppelschwänziger böhmischer Löwe
LVDOVICVS • PRIM(vs) D(ei): GRACIA REX BO(hemiae)

### Prägebild
Die eine Seite der Joachimstaler zeigt den heiligen Joachim und das Wappen der Grafen Schlick. Die andere Seite zeigt einen gekrönten und doppelt geschwänzten böhmischen Löwen.
Die Auflösung der Umschrift „AR DOMI SLI ST E 7 FRA CO(M) D BA“ auf der Vorderseite lautet: Arma Dominorum Slickorum Stephani et 7 Fratrum Comitum de Bassano, auf Deutsch: Wappen der Herren von Schlick, Stephan und sieben Brüder, Grafen von Bassano. 1

### Gewicht
Vorbild für den Joachimstaler sowohl im Gewicht als auch im Feingewicht war der sächsische Guldengroschen (später auch Klappmützentaler genannt), der erstmals im Jahre 1500 in Annaberg und wahrscheinlich auch in Wittenberg geprägt wurde. Im Gegensatz zu diesem finden sich auf dem Joachimstaler bereits die Jahreszahlen 1520, 1525, 1526, 1527 und 1528.

### Münzmeisterzeichen
Die folgenden Münzmeisterzeichen auf Joachimstalern aus den Jahren 1519/20 bis 1528 sind bekannt:
- Kreuz auf liegendem Halbmond: Utz (Ulrich) Gebhart – ohne Jahr, 1520, 1526, 1527, 1528
- Sechsstrahliger Stern: Hans Weizelmann – ohne Jahr, 1525, 1526
- Arabeske: Wolf Sturz – ohne Jahr, 1525, 1526, 1527
- Lilie: Kaspar Mergenthal – 1526, 1527

Aus dem Jahre 1526 kennen wir zwei Typen, die bis zum heutigen Tage Rätsel aufgeben: Bei einem Typ ist statt des Münzmeisterzeichens ein Reichsapfel zu sehen. Bei dem anderen Typ ist zwar das Münzmeisterzeichen des Wolf Sturz zu sehen, statt der Trennungszeichen zwischen den Wörtern sind hier vier Wappen zu sehen. Ein Exemplar dieses Typs wurde Ende Januar 1982 in Basel versteigert (Schweizerischer Bankverein, Münzen und Medaillen, 11. Auktion, Nr. 1140).

## Geschichte
Die Prägung der Joachimstaler wurde durch die Grafen Schlick spätestens 1519 veranlasst. Bisher hatten die Grafen das in den Bergen um Sankt Joachimstal gewonnene Silber an die Nürnberger Handelshäuser Welser und Hans Stützl exportiert. Jedoch ließ sich aus gemünztem Silber ein bedeutend höherer Gewinn erzielen als mit ungemünztem Silber. Die sächsischen Herzöge waren bereits frühzeitig über die Pläne der Grafen Schlick informiert.
Offiziell erlaubte der böhmische Landtag in einem Beschluss vom 9. Januar 1520 den Grafen Schlick die Prägung „größerer Groschen im Wert des rheinischen Goldguldens, seiner Hälfte und seines Viertels“.
König Ludwig II. von Böhmen bestätigte die Schlickschen Privilegien für Joachimsthal, ließ aber das Münzprivileg unberücksichtigt. Der König hatte die Schlickschen Münzprägungen nie genehmigt, sondern nur geduldet.
Mehrere zeitgenössische Quellen sprechen sich doch für das Jahr 1519 als Beginn der Prägetätigkeit aus. Die ersten Münzen sollen in den Kellergewölben der Burg Freudenstein geschlagen worden sein. In diesem Zusammenhang werden die Münzmeister Stephan Gemisch, Nürnberg, und Utz Gebhart, Leipzig, genannt. So vermerkte Johannes Mathesius, Theologe und Lateinlehrer in Joachimsthal, in seiner Chronica der Keyserlichen freyen Bergstadt Sanct Joachimsthal ... für das Jahr 1519: „Diß Jar hat man hie erstlich die alten Jochimstaler gemüntzet“. Auch Georgius Agricola und Johannes Miesel sprachen sich für das Jahr 1519 als Prägebeginn aus. Der Arbeit Miesels aus dem 18. Jahrhundert gebührt besonderes Gewicht, da der Autor die damals noch vorhandene handgeschriebene Chronik des Berghauptmanns Heinrich von Könneritz verwenden konnte. Auch in einem Schreiben vom 28. Februar 1520 der sächsischen Herzöge heißt es: „... und die Slicken eine newe Muntz ufzurichten und zu muntzen zu lassen bedacht, nemlich Groschen, die Gulden, halbe Gulden und ein Ort gelden sollen.“ (Thüringisches Hauptstaatsarchiv Weimar)
Ab spätestens 21. Juni 1520 werden die Münzen im Haus des Kunz Eirolt geschlagen und sein Haus zur Münze umgebaut. Mit diesem Datum schreibt Stefan Schlick den sächsischen Fürsten: „Und nachdem ich Stephan Schlick fur mich, meine lieben Bruder, mein und ir Erben und Nachkommen itzunder aigene Muntz zu schlahen angehoben ...“ (Thüringisches Hauptstaatsarchiv Weimar). Das „itzunder angehoben“ kann nur sagen, dass man nicht schon seit Jahren, sondern wohl erst seit Monaten münzt.
Im weiteren Verlauf des Schreibens vom 21. Juni 1520 bittet Stefan Schlick den sächsischen Kurfürsten darum, dass die Joachimstaler auch in Sachsen „ganghaftig“ sein sollen, und zwar mit dem Verweis, dass sie „uf der Fürsten von Sachsen Schrot und Korn“ geprägt seien. Friedrich der Weise entspricht am 3. Juli 1520 dieser Bitte.
Viertel und halbe Taler waren und sind selten. 1520 wurden auch wenige Doppel- und sogar Dreifachtaler geprägt. Im Jahre 1526 auch zu 1 ½ Gulden (43,27 g). Ein solches Stück wurde im Mai 2012 in Prag (AUREA Numismatika Praha) versteigert.
1525 kam es wegen eines Aufstandes der Joachimsthaler Knappschaft zu negativen Auswirkungen auf die Prägetätigkeit. Dieser Aufstand war eingebettet in den Deutschen Bauernkrieg und führte auch in anderen Bergstädten zu großen Plünderungen.
Ab 1526 wurden Joachimstaler wohl auch in einer zweiten Münzstätte geprägt, möglicherweise in Schlaggenwald (Horní Slavkov).
1526 nahm Graf Stefan Schlick an der Schlacht bei Mohács gegen das osmanische Herr teil, von der er nicht zurückkehrte. Nach seiner Todeserklärung 1528 bewirkte Ferdinand I., dass der Landtag zu Budweis das Münzprivileg für den Joachimstaler wieder ihm als neuem böhmischen König zuerkannte. Dieses war ohnehin unter Vorbehalt des königlichen Regals gewährt worden. Die Erben von Stefan Schlick münzten in der Folge eines Vergleichs nur noch als Verweser im Namen des Königs, d. h. mit seinem Wappen und Namen.

## Prägestätten
Die ersten Münzen wurden wohl auf der neu errichteten Burg Freudenstein in Sankt Joachimsthal geschlagen, die bis kurz vorher Conradsgrün wurde. Im Frühjahr 1520, nach dem 1. März, jedoch vor Juni 1521, wurde die Prägestätte nach Sankt Joachimsthal verlegt.  Johannes Miesel schreibt, basierend auf der Chronik von Heinrich von Könritz, dass die erste Münzstätte von Heinrich von Könritz im Hause eines Kunz Eirolt in Joachimsthal eingerichtet wurde.
Ab 1526 wurden Joachimstaler auch in einer zweiten Münzstätte geprägt. Wahrscheinlich ist dies Schlaggenwald. Allerdings wird die These von einer Dislokation der Joachimsthaler Münzstätte nicht von allen Numismatikern geteilt. Sie stützt sich auf die Anwesenheit von vier Münzmeistern im Jahre 1526, denn dass vier Münzmeister für den Betrieb einer einzigen Münzstätte vonnöten waren, klingt unglaubhaft.

## Anzahl der Joachimstaler
In der Literatur wird behauptet, dass mehr als zwei Millionen Joachimstaler geprägt worden seien. Nach den Leipziger Probationsakten sollen von Mai 1520 bis April 1528 2,08 Millionen Joachimstaler (einschließlich der Teilstücke) geschlagen worden sein. So kann man für den gesamten Prägezeitraum (Ende 1519 bis Frühjahr 1528) mit ca. 2,2 Millionen Joachimstaler (einschließlich der Teilstücke) rechnen. 1519 sind mit Sicherheit nur wenige Joachimstaler geschlagen worden, da die Prägung erst Ende des Jahres begann. Auch 1525 wurde wegen eines Aufstands weniger geprägt.